# María Loreto Sánchez Peón
María Loreto Sánchez Peón de Frías (Salta, 3 de enero de 1777-10 de agosto de 1870) fue una patriota argentina que lideró en Salta (Argentina), junto a otras mujeres, la organización de Damas de la Sociedad Salteña que efectuó eficaces tareas de espionaje y sabotaje contra las fuerzas realistas que ocupaban la ciudad durante la Guerra de Independencia de la Argentina.

## Biografía

### Familia
María Loreto Sánchez Peón nació el 3 de enero de 1777 en la ciudad de Salta, hija de Ramón Sánchez Peón, comerciante natural de Asturias, y de María Antonia Ávila.
Se casó con el patriota Pedro José Frías Castellanos, hijo de Manuel Tomás de Frías Quijana y Rosa Valeriana de Escobar Castellanos Moreno Maldonado y nativo de San Carlos, Salta, quien perdió una pierna en la batalla de Tucumán.

### Durante la guerra
Tras vencer en Vilcapugio y Ayohuma el general realista Joaquín de la Pezuela invadió las ciudades de Salta y Jujuy. Juana Moro y María Loreto Sánchez Peón constituyeron una eficaz red de espionaje guiadas por Magdalena Güemes, "Macacha", que contribuyeron con el gobernador de Salta y Jefe del Ejército de Observación General Güemes,  entre las cuales se encontraban damas de alcurnia como Gertrudis Medeiros, Celedonia Pacheco de Melo , Juana Torino, María Petrona Arias, Martina Silva de Gurruchaga y Andrea Zenarruza y también campesinas en todo Salta y Jujuy.
Su función excedía el simple espionaje, alcanzaba también los uniformes y logística para el Ejército de Observación y las milicias de los Infernales . Las líderes tenían notable influencia política, neutralizando a los locales con tendencia realista, por ejemplo se atribuye a Juana Moro el convencimiento  al IV Marqués de Yavi pasará a las filas patriotas, con su cuerpo de caballería durante la batalla de Salta (20 de febrero de 1813)
El mismo Pezuela informaría al virrey del Perú en una comunicación interceptada por los patriotas que «Los gauchos nos hacen casi con impunidad una guerra lenta pero fatigosa y perjudicial. A todo esto se agrega otra no menos perjudicial que es la de ser avisados por horas de nuestros movimientos y proyectos por medio de los habitantes de estas estancias y principalmente de las mujeres, cada una de ellas es una espía vigilante y puntual para transmitir las ocurrencias más diminutas de éste Ejército.»
Ayudadas por sus hijos y sus criados espiaban al enemigo realista e informaban a los patriotas, tanto en salones como en las calles, y se comunicaban por medio de chasquis entre hacienda y hacienda. El conocimiento de los planes , cantidades y posición de los ejércitos realistas fue fundamental para organizar ataques sorpresivos a las avanzadas realistas entre las montañas de Salta y Jujuy, y rechazar las siete invasiones realistas que se produjeron en Salta y Jujuy en el período 1813-1821.
Algunas anécdotas, sin querer, subestiman el rol de estas mujeres o lo hacen doméstico, por ejemplo, cuentan que mientras vendían pan y pasteles al ejército realista, a la hora de pasar lista se sentaba en un rincón tomando silenciosa nota del número de fuerzas enemigas ayudada de dos bolsas de maíz, una para los presentes y otra para los ausentes. Resta estudiar aún el rol de estas mujeres en el éxito de la resistencia patriota. Lo cierto es que constituyeron una auténtica red de inteligencia y comunicación , una ventaja de las milicias güemesinas,  con las que no contaban los ejércitos realistas.
Para comunicaciones con el coronel patriota Luis Burela utilizaba un hueco practicado en un árbol a orillas del río Arias, donde sus criadas que acudían al río con la excusa del lavado de la ropa o para conducir el agua para el servicio doméstico, depositaban los mensajes y retiraban instrucciones.Efectuó también numerosos viajes a Orán y Jujuy llevando ocultos los papeles de comunicaciones en el ruedo de su pollera. 
En 1817 el general La Serna había planeado una entrada al Valle Calchaquí y para distraer a los salteños de la salida organizó un baile, al que concurrió María Loreto. Al enterarse por un oficial de la expedición, dejó el salón y aún de noche montó un caballo y partió a dar aviso a los patriotas que pudieron así organizar la defensa. 
Los realistas tenían conocimiento de las actividades de las salteñas aunque se dificultaba probarlo. Mientras ya Pezuela había intentado en su momento la ejecución de Juana Moro, María Loreto Sánchez Peón fue presa en el Cabildo. 
Sus esfuerzos no le merecieron más que una mísera pensión. Falleció pobre, ya viuda y casi centenaria el 10 de agosto de 1870. Hasta su muerte se prendía en el peinado moños con los colores de la patria, la última que ostentara aquellos distintivos de guerra populares en tiempos de la lucha por la emancipación, recibiendo de sus conciudadanos el nombre de «Madre de la patria». Sus hijos, el teniente general Eustoquio Frías y Pedro José Frías Sánchez se destacaron en la lucha por la independencia, en la guerra con el Brasil y en la guerra entre unitarios y federales, llegando a ser Comandante del Regimiento de Granaderos.